# HD 74753
HD 74753，又名CD-49 3761，SAO 220361、HR 3476，是一颗恒星，视星等为5.16，位于銀經268.11，銀緯-4.49，其B1900.0坐标为赤經8h 40m 32.4s，赤緯-49° -4.49′ 40″。